# Círculo de amigos
Círculo de amigos (título original en inglés: Circle of Friends) es una película de 1995 dirigida por el cineasta irlandés Pat O'Connor, y basada en la novela de 1990 del mismo nombre escrita por Maeve Binchy.
La película fue bien recibida por la crítica y fue un éxito de taquilla.

## Reparto
- Chris O'Donnell como Jack Foley
- Minnie Driver como Bernadette "Benny" Hogan
- Saffron Burrows como Nan Mahon
- Alan Cumming como Sean Walsh
- Colin Firth como Simon Westward
- Geraldine O'Rawe como Eve Malone
- Aidan Gillen como Aidan Lynch
- Mick Lally como Dan Hogan
- Britta Smith como la Sra. Hogan
- Ciarán Hinds como el profesor Flynn
- Tony Doyle como el Dr. Foley
- Jason Barry como Nasey Mahon

## Estreno
Le película fue estrenada en Estados Unidos el 15 de marzo de 1995. En Irlanda y el Reino Unido, se estrenó el 15 de mayo del mismo año.